# Anton Dominik von Fernkorn

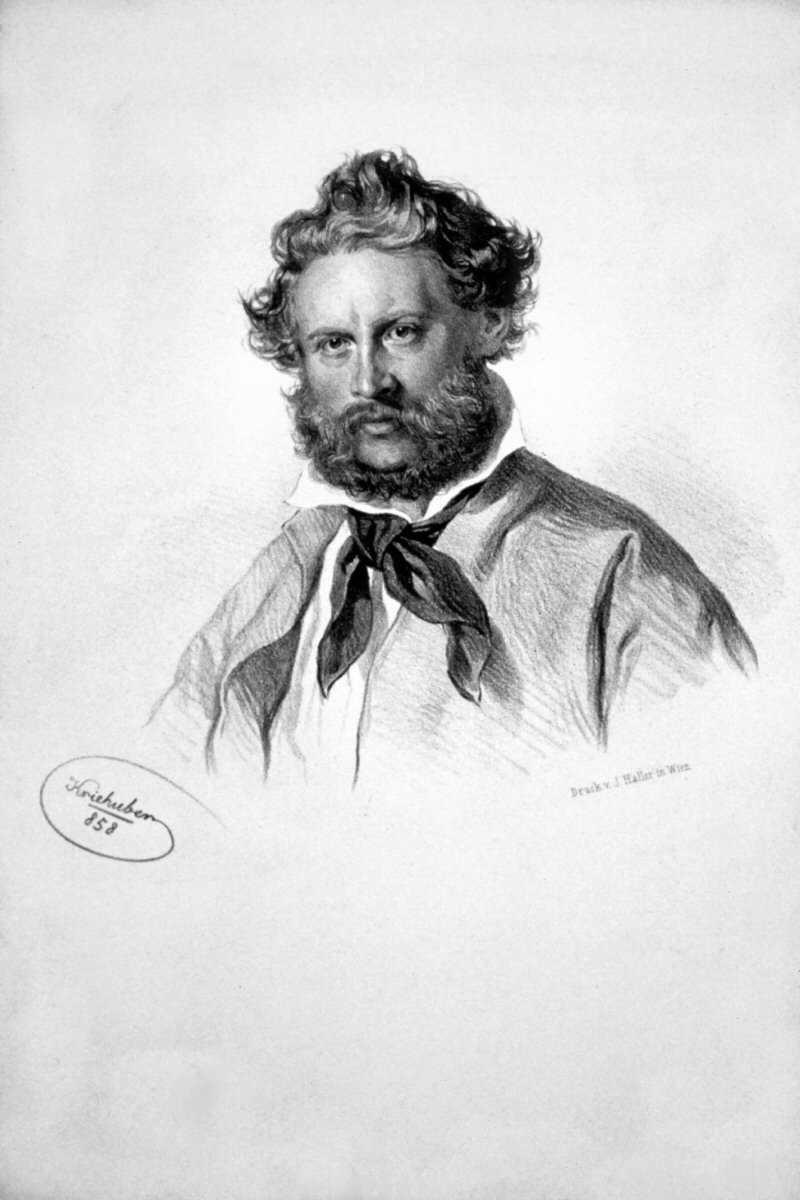
Anton Dominik Fernkorn, Lithographie von Joseph Kriehuber, 1858

Anton Dominik Fernkorn mit dem Modell für das Denkmal Erzherzog Karls, Foto von Ludwig Angerer.

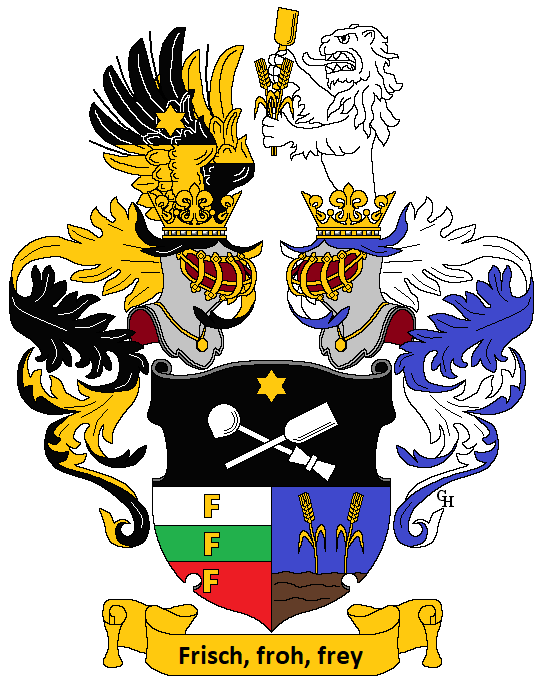
Ritterstandswappen Fernkorns, 1860.

Anton Dominik Fernkorn, ab 22. Mai 1860: Anton Dominik Ritter von Fernkorn (* 17. März 1813 in Erfurt; † 16. November 1878 in Wien) war ein deutsch-österreichischer Bildhauer und Bildgießer. Er gilt als einer der wichtigsten Meister des frühen Historismus.

## Leben

### Ausbildung
Nach einer teilweise autodidaktischen Ausbildung studierte Fernkorn an der Akademie der bildenden Künste in München bei Johann Baptist Stiglmaier und Ludwig Schwanthaler. Ab etwa 1840 war er in Wien, wo er zunächst bei Josef Glanz und Johann Preleuthner  arbeitete und ab 28. Oktober 1861 eine alte Kanonengießerei (heute Elektrotechnisches Institutsgebäude der TU Wien in der seit 1873 so benannten Gußhausstraße) als Arbeitsstätte (Bildgießerei) verwendete. Auch zu Hanns Gasser entwickelte sich eine künstlerische Beziehung, die sich in der Verwandtschaft zahlreicher Sujets zeigt.

### Bildhauerei
Seine bekanntesten Werke sind patriotische Standbilder in Österreich, vor allem die Reiterstatuen von Erzherzog Karl (1853–1859) und Prinz Eugen (1860–1865) auf dem Heldenplatz. Von ihm wurde auch der Löwe von Aspern geschaffen, ein liegender Löwe als Kriegerdenkmal und Erinnerung an den Sieg über Napoleon in der Schlacht bei Aspern. Diese Skulptur befindet sich ebenfalls auf dem Heldenplatz – aber auf demjenigen in Aspern (heute ein Teil von Wien-Donaustadt).
Das Denkmal von Erzherzog Karl, nach einem Gemälde von Johann Peter Krafft, ist insofern ein technisches Wunderwerk, als das Pferd nur auf den Hinterbeinen steht. Dieses Kunststück konnte beim Prinzen Eugen nicht mehr wiederholt werden: hier berührt der Schweif des Pferdes den Sockel.

### Krankheit
Nach mehreren Schlaganfällen wurde Fernkorn mit amtlicher Verlautbarung vom 17. Mai 1867 wegen landesgerichtlich erhobenem Wahnsinn unter Kuratel gestellt und in die von Maximilian Leidesdorf geleitete Private Heilanstalt für Gemüths- und Nervenkranke in Oberdöbling aufgenommen. Anfang August des Jahres (angeblich) trat Fernkorn in der Kaltwasserheilanstalt Sankt Radegund bei Graz eine Kur an, musste diese jedoch nach zwei Wochen abbrechen und zur Pflege nach Wien zurückkehren.
Einer damals eher volkstümlichen Auffassung nach kam Fernkorns Krankheit von der Enttäuschung, dass er die technische Leistung des Erzherzog-Karl-Denkmals nicht zu wiederholen vermochte bzw. weitreichendste Pläne sich nicht verwirklichen ließen.
Das Reiterstandbild des Prinzen Eugen wurde von Fernkorns Schülern fertiggestellt. Sein Schüler Franz Pönninger (1832–1906) sowie der technisch-wirtschaftlich versierte Erzgießer Josef Röhlich (1836–1887), beide seit 1866 Direktoren des Betriebs, führten die Bildgießereiwerkstatt erfolgreich fort.
Anfang 1872 wurde berichtet, dass Fernkorn sich seit Jahren in der Landesirrenanstalt befinde. Der behandelnde Primararzt (und spätere Direktor der Institution) Moritz Gauster (1828–1896) erklärte, der Patient sei auf eigenen Wunsch mit dem Ziel der Ersparnis von Pflegeklasse I in Klasse II verlegt worden, ohne jedoch eine Schlechterstellung erfahren zu haben. (Die Finanzlage Fernkorns war von den wirtschaftlichen Auswirkungen des Deutschen Kriegs 1866 nachteilig betroffen gewesen.)
Fernkorn blieb in klinisch-stationärer Behandlung, konnte jedoch in Begleitung von Pflegepersonal von Zeit zu Zeit Ausstellungen besuchen, unter anderem in der Rotunde sowie dem Künstlerhaus; auch die an der Ringstraße neu erbaute k.k. Hof-Operntheater fand das Interesse des Kunstgießers. Am 6. Juni 1874 wurde in der Landesirrenanstalt eine (Verkaufs-)Ausstellung der Arbeiten von Pfleglingen der Institution eröffnet. Fernkorn, der in den Jahren seiner Behandlung nicht zu grafisch-kreativer Beschäftigung animiert werden konnte, war in der Schau durch die von ihm gepflegte Lieblingsblume vertreten, ein (erwartetes) Zusammentreffen mit Kaiser Franz Joseph I., der die Ausstellung am 7. Juni besuchte, blieb ihm aus gesundheitlicher Rücksicht verwehrt.

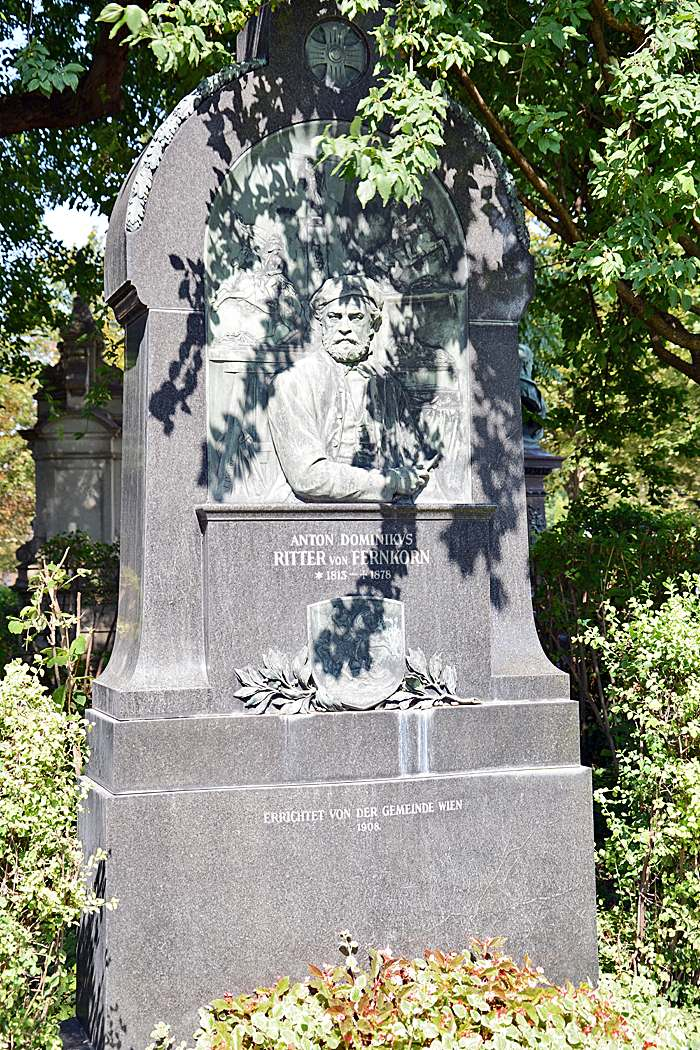
Denkmal (Josef Beyer) am Grab von Anton Dominik Fernkorn, Wiener Zentralfriedhof

Im August 1874 verdichteten sich die Gerüchte, dass der Künstler geheilt sei. Die Annahme, dass die Entlassung aus der Landesirrenanstalt bevorstünde, bewahrheitete sich jedoch nicht, vielmehr wurde berichtet, dass Fernkorn an Größenwahn leide, den die behandelnden Ärzte als unheilbar wähnten.

### Grabstätte
Am 18. Mai 1905 widmete die Stadt Wien dem bereits auf dem Wiener Zentralfriedhof ruhenden Künstler ein Ehrengrab unter Beistellung eines (später von Josef Beyer ausgeführten) Grabdenkmales auf Kosten der Gemeinde (Grabstelle: Gruppe 14 A, Nummer 18). Im Jahr 1880 wurde in Wien-Favoriten (10. Bezirk) die Fernkorngasse nach ihm benannt.

## Bedeutung
Anton Dominik von Fernkorn ist für die österreichische Plastik entwicklungsgeschichtlich von eminenter Bedeutung, seine monumentalen Werke leiteten in Wien einen Aufschwung der Bildhauerei ein.

## Werke (Auszug)

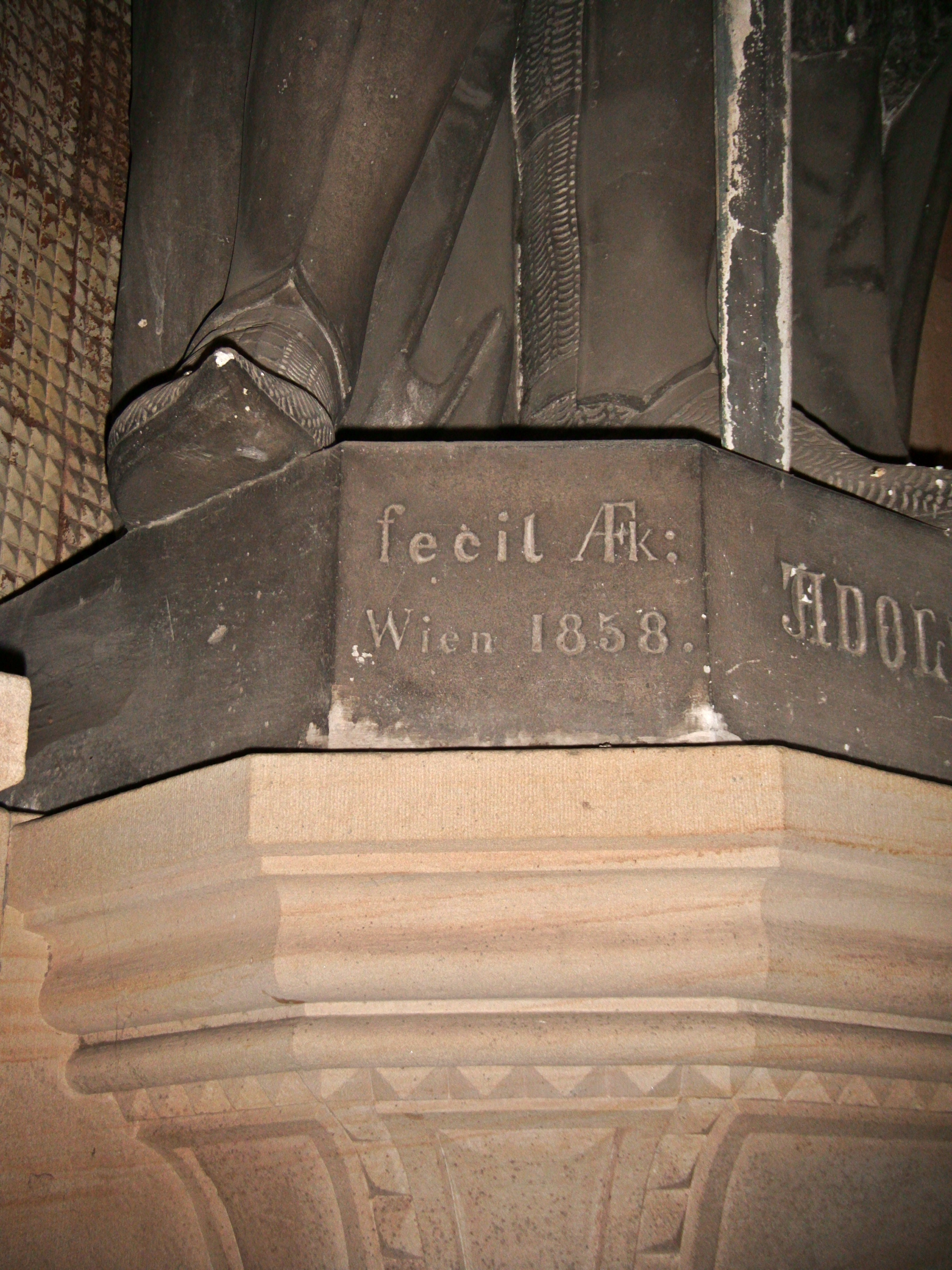
Werksignatur (1858) an der Großstatue Königs Adolf von Nassau, Speyerer Dom

- Reiterstandbild Erzherzog Karl, 1853–1859, Bronzeguss, Wien, Heldenplatz
- Reiterstandbild Prinz Eugen von Savoyen, 1860–1865, Bronzeguss, Wien, Heldenplatz
- Kriegerdenkmal Löwe von Aspern, 1850–1859, Sandstein, Wien, Asperner Heldenplatz
- Sechs Kolossalstatuen deutscher Kaiser in der Vorhalle des Doms zu Speyer
- Brunnengruppe mit dem Hl. Georg und dem Drachen, Wien, Haus Strauchgasse 1, jetzt im "Reitersaal" der Österreichischen Kontrollbank, Strauchgasse 3 (Reitersaal)
- Reiterstatuette Prinz Eugen von Savoyen, um 1865, Bronzehohlguss, Wien, Heeresgeschichtliches Museum
- Reiterstatuette/Denkmalmodell Erzherzog Karl in der Schlacht bei Aspern, 1847, Bronzehohlguss, Heeresgeschichtliches Museum
- Statuette/Denkmalmodell Der Löwe von Aspern, 1855, Gips patiniert, Heeresgeschichtliches Museum
- Figurengruppe Tapferkeit, 1863, Bronzehohlguss, Heeresgeschichtliches Museum
- Figurengruppe Barmherzigkeit, 1863, Bronzehohlguss, Heeresgeschichtliches Museum
- Figurengruppe Treue, 1863, Bronzehohlguss, Heeresgeschichtliches Museum
- Figurengruppe Vaterlandsliebe, 1863, Bronzehohlguss, Heeresgeschichtliches Museum
- Reiterstatuette/Denkmalsentwurf zum Erzherzog-Karl-Denkmal, 1863, Bronzehohlguss, Heeresgeschichtliches Museum
- Reiterdenkmal Ban Joseph Jelačić von Bužim, 1864–66, Zagreb/Agram (Einweihung: 17. Dezember 1866)[Anm. 3]
- Fragment des Originalmodells des Erzherzog-Karl-Denkmals, 1856, Gips patiniert, Heeresgeschichtliches Museum
- Reiterstatuette Feldmarschall Josef Wenzel Radetzky von Radetz, Bronzeguss, Ljubljana (Laibach), Novi Targ
- Siegfried-Statue im Vestibül des Hauses Postgasse 6, Wien

## Galerie

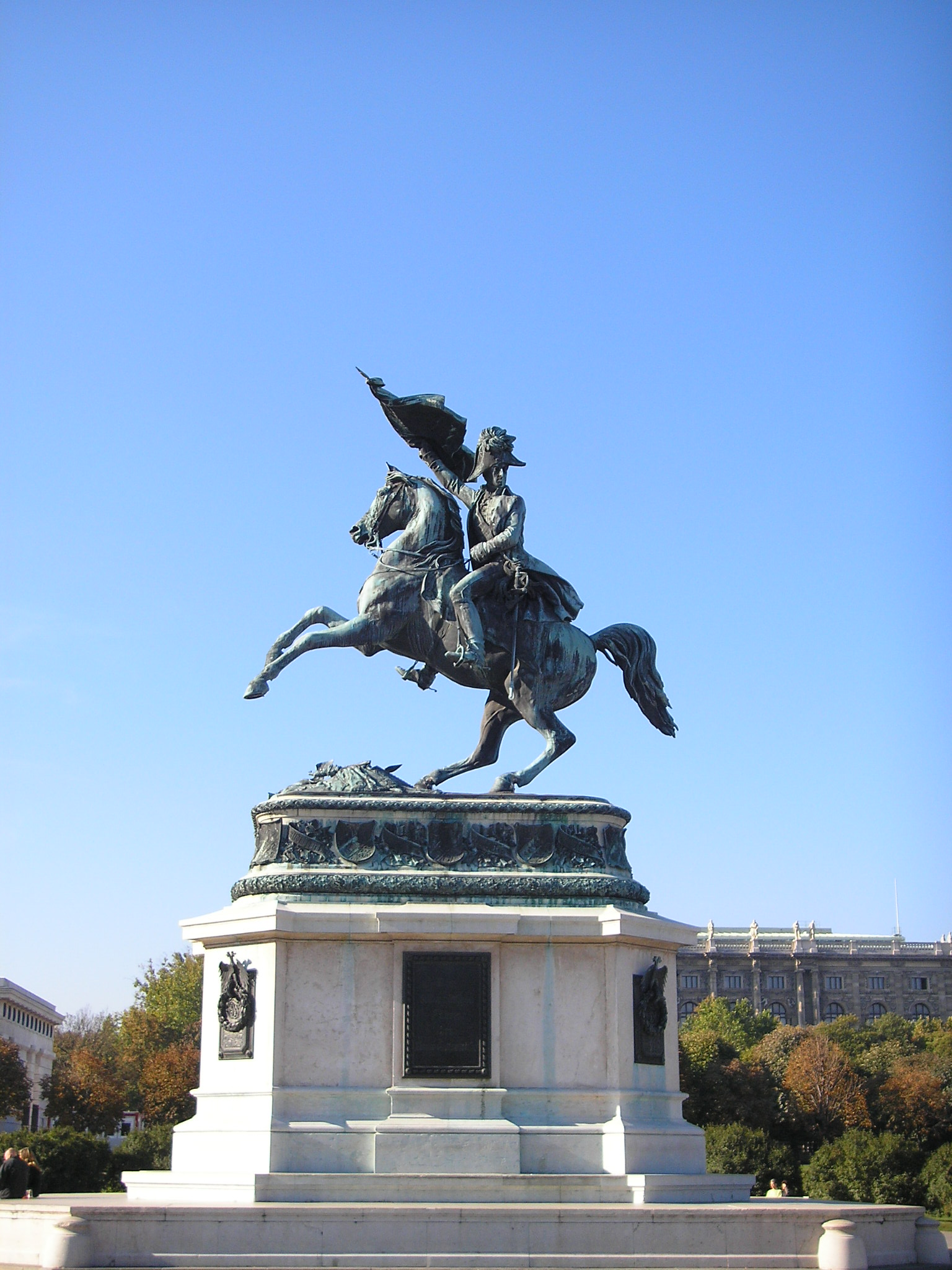
Erzherzog Karl Denkmal
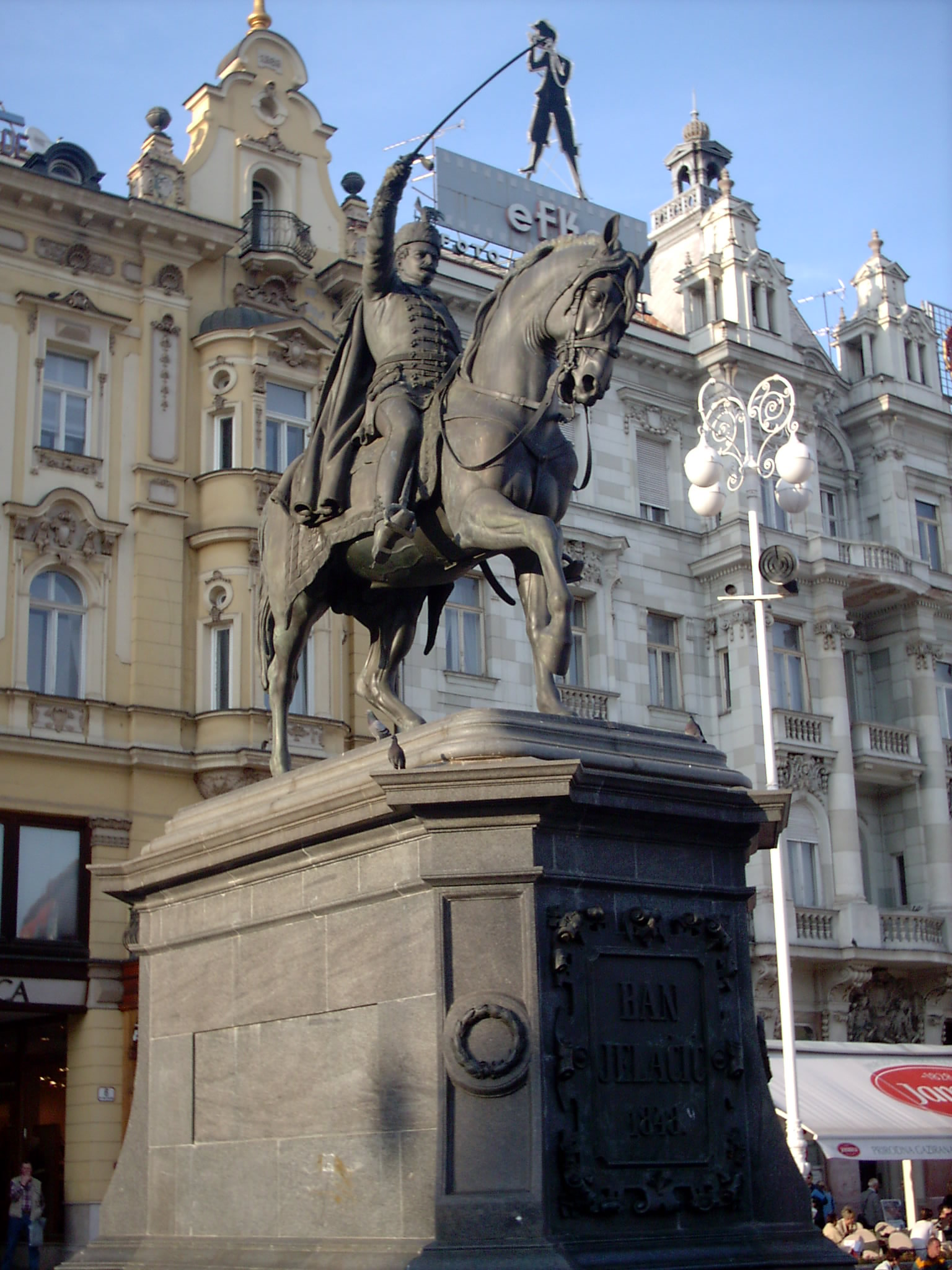
Denkmal des Ban Joseph Jelačić von Bužim in Zagreb/Agram
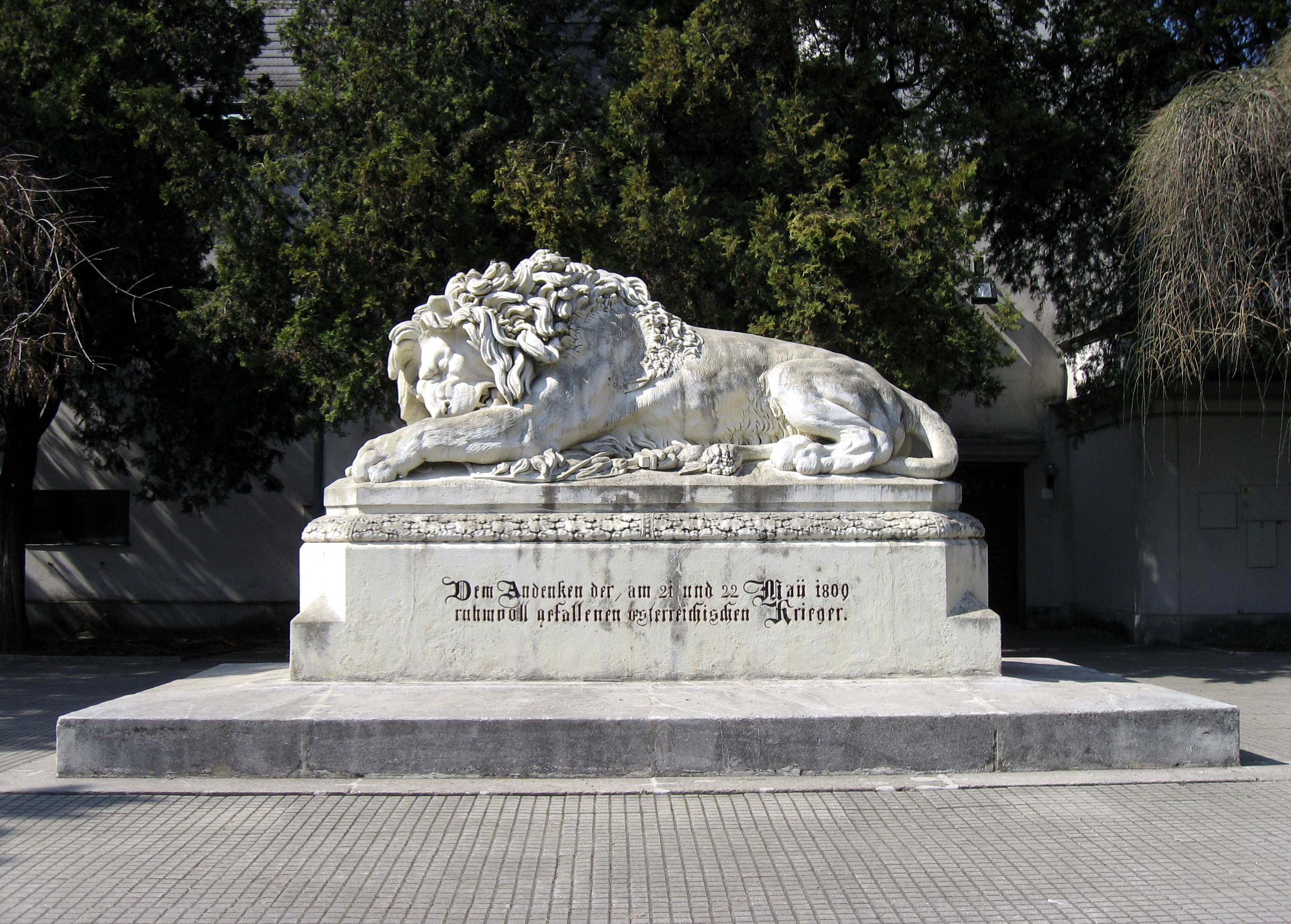
Der Löwe von Aspern
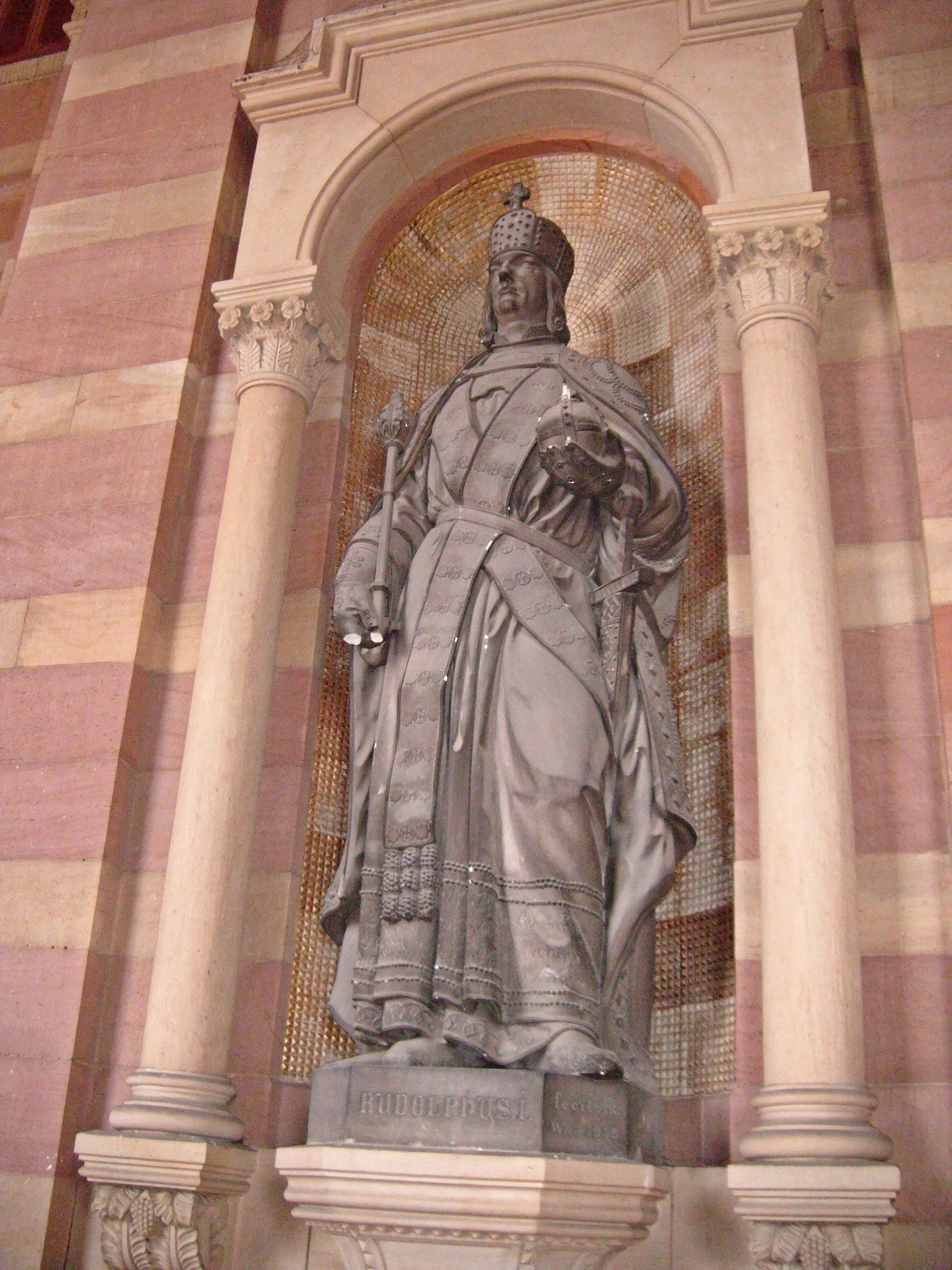
Großstatue König Rudolf von Habsburg, im Speyerer Dom
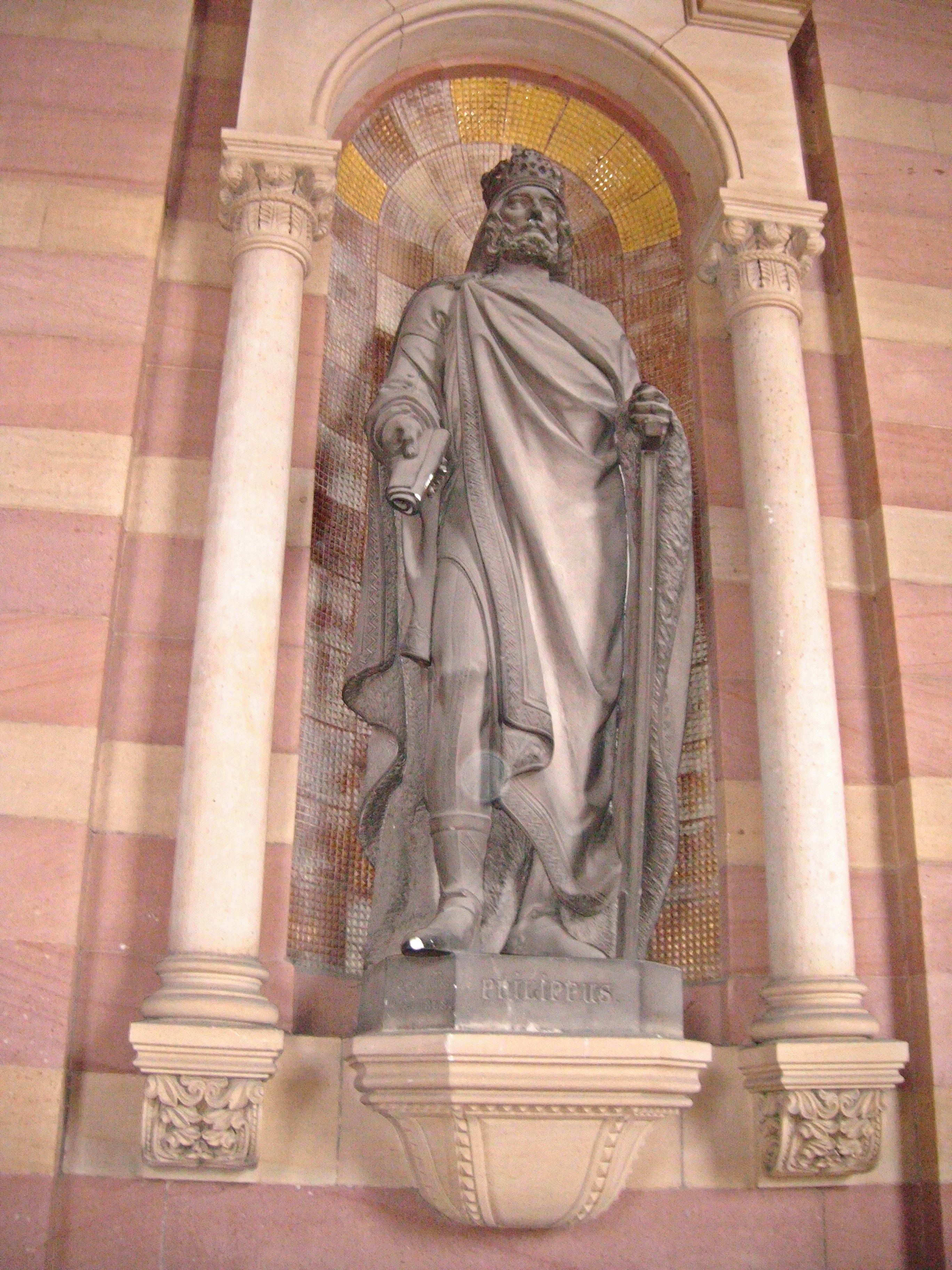
Großstatue des Königs Philipp von Schwaben, im Speyerer Dom